# 1972 في مصر
فيما يلي قوائم الأحداث التي وقعت خلال عام 1972 في مصر.

## سياسة

### تعيين في المنصب
- 18 يناير – مراد غالب قائمة وزراء خارجية فلسطين.

### انتهاء فترة المنصب
- 1 يناير – محمود رياض قائمة وزراء خارجية مصر.
- 8 سبتمبر – مراد غالب قائمة وزراء خارجية مصر.

## أفلام
من الأفلام التي صدرت هذه السنة في مصر:
- 1 يناير – أغنية على الممر من إخراج علي عبد الخالق.
- 1 يناير – الزائرة من إخراج هنري بركات.
- 1 يناير – العصفور من إخراج يوسف شاهين.
- 1 يناير – إمبراطورية ميم من إخراج حسين كمال.
- 1 يناير – حكاية بنت اسمها مرمر من إخراج هنري بركات.
- 1 يناير – خلي بالك من زوزو من إخراج حسن الإمام.
- 9 يوليو – أضواء المدينة من إخراج فطين عبد الوهاب.

## مواليد

### يناير
- 1 يناير – حامد عبد الصمد
- 23 يناير – سامي الشيشيني لاعب كرة قدم مصري.

### فبراير
- 26 فبراير – خالد علي سياسي و محامي حقوقي مصري.

### مارس
- 12 مارس – عبد الحميد بسيوني لاعب كرة قدم مصري.

### أبريل
- 2 أبريل – سمير كمونة لاعب كرة قدم مصري.
- 22 أبريل – ياسر رضوان لاعب كرة قدم مصري.

### يونيو
- 21 يونيو – نرمين الفقي ممثلة مصرية.

### أغسطس
- 14 أغسطس – تامر السعيد مخرج أفلام مصري.

### سبتمبر
- 24 سبتمبر – عبد الحميد حسن لاعب كرة قدم مصري.

### أكتوبر
- 14 أكتوبر – محمود شعبان داعية إسلامي مصري.
- 23 أكتوبر – هشام نزيه ملحن مصري.

### نوفمبر
- 6 نوفمبر – يوسف نبيل
- 19 نوفمبر – أحمد محمد علي ناطق رسمي مصري.

### ديسمبر
- 13 ديسمبر – نادر السيد لاعب كرة قدم مصري.
- 15 ديسمبر – إدوارد ممثل مصري.
- 19 ديسمبر – هادي خشبة لاعب كرة قدم مصري.

## وفيات

### يناير
- 1 يناير – فطين عبد الوهاب (مواليد 1913) مخرج أفلام مصري.

### فبراير
- 16 فبراير – زكي رستم (مواليد 1903) ممثل مصري.

### مايو
- 24 مايو – إسماعيل ياسين (مواليد 1915) ممثل مصري.
- 27 مايو – محمد كريم (مواليد 1896) مخرج أفلام مصري.

### نوفمبر
- 30 نوفمبر – حسن الفار (مواليد 1912) لاعب كرة قدم مصري.